# Сиия (княжество)
Княжество Сиия (яп. 椎谷藩 Сиия-хан) — феодальное княжество (хан) в Японии периода Эдо (1698—1871). Сиия-хан располагался в провинции Этиго (современная префектура Ниигата) на острове Хонсю.

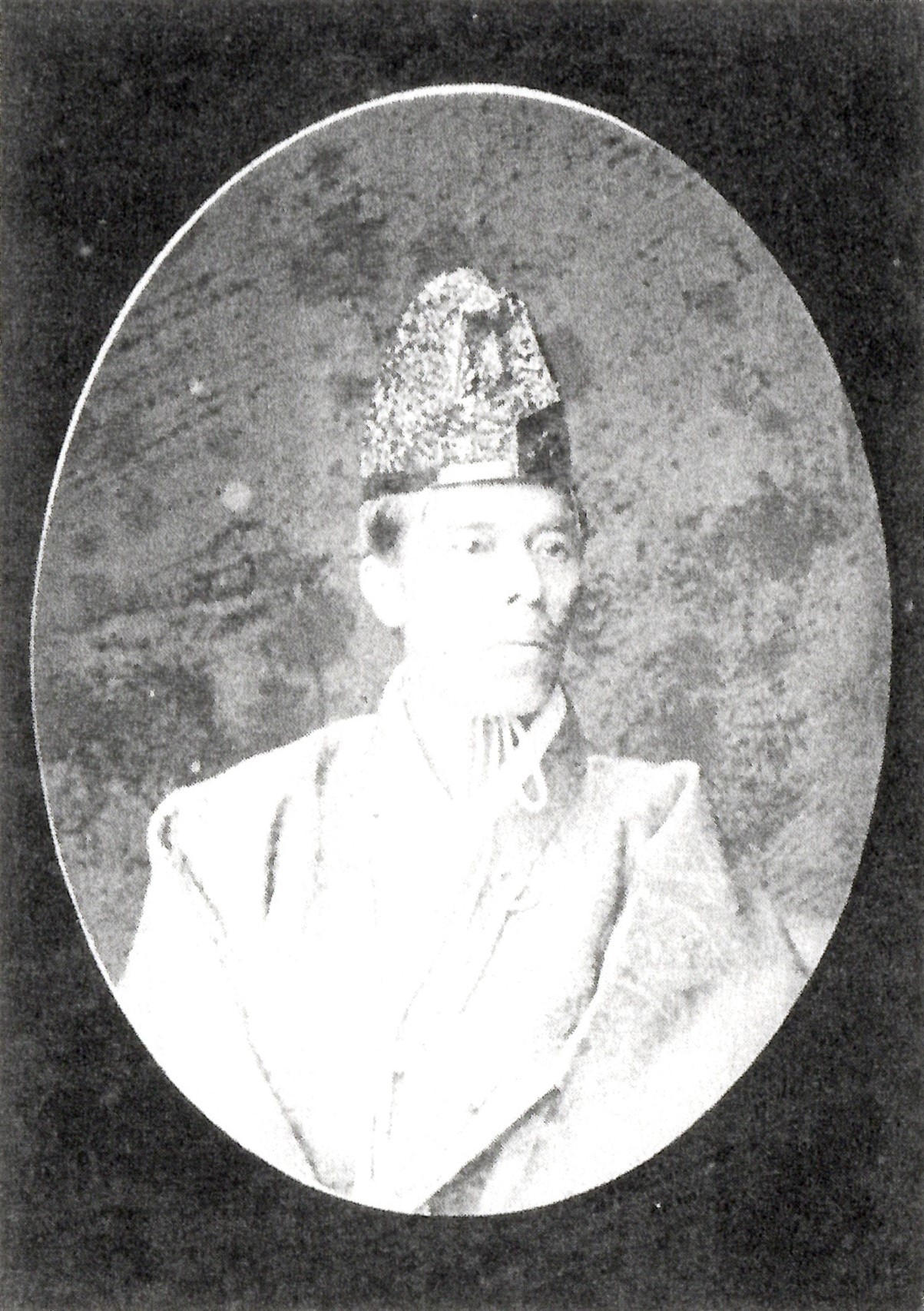
Хори Юкиёси (1847—1882), последний (13-й) даймё Сиия-хана (1863—1871)

Административный центр: Сиия jin’ya в провинции Этиго (современный город Касивадзаки в префектуре Ниигата).

## История
Домен Сиия-хан (5 000 коку) был пожалован Хори Наоюки (1585—1642), третьему сыну известного генерала Хори Наомасы (1547—1608), за его роль во время осады Осакского замка (1614—1615). Хори Наокагэ (1604—1675), сын Наоюки, занимал должности Эдо-бугё и Дзися-бугё, получил владения в размере 9 500 коку, к которым он прибавил ещё 2 000 коку вновь освоенных рисовых земель, чтобы приобрести статус даймё. Он владел доменом Кадзуса-Кария в провинции Кадзуса (1642—1668), а его сын Хори Наоёси переехал в домен Кадзуса-Хатиман (1691—1698). Хори Наосада, сын Наоёси, в 1698 году получил во владение домен Сиия-хан в провинции Этиго. Его потомки управляли княжеством вплоть до Реставрации Мэйдзи. Даймё Сиия-хана постоянно проживали в Эдо, управляя доменом через своих чиновников.
Хори Акитомо, 8-й даймё Сиия-хана, начал проводить финансовые реформы в своём княжестве. Сиия-хан также сильно пострадал от Великого голода Тэммэй (1781—1789), что привело к ряду крестьянских восстаний.
Во время Войны Босин Сиия-хан стал полем битвы во время сражения при Хокуэцу (март 1868). В июле 1871 года Сиия-хан был ликвидирован. На территории бывшего княжества вначале была создана префектура Сиия, которая затем стала частью префектуры Ниигата. Хори Юкиёси, последний даймё Сиия-хана (1863—1871), получил титул барона (дансяку) в новой японской аристократической системе — кадзоку.

## Список даймё
| #                                | Имя и годы жизни                      | Годы правления | Титул                    | Ранг                    | Кокудара    | Примечания                                                                                              |
| -------------------------------- | ------------------------------------- | -------------- | ------------------------ | ----------------------- | ----------- | --- |
| Род Хори (фудай-даймё) 1698—1871 |                                       |                |                          |                         |             | |
| 1                                | Хори Наосада (1665-1711) (яп. 堀直宥) | 1698-1711      | Сикибу-но-сё (式部少輔)  | Пятый нижний (従五位下) | 10,000 коку | Старший сын Хори Наоёси (1643—1691), даймё Кадзуса Кария-хана (1668) и Кадзуса Хатиман-хана (1668—1691) |
| 2                                | Хори Наонака (1688-1742) (яп. 堀直央) | 1711-1720      | Хида-но-ками (飛騨守)    | Пятый нижний (従五位下) | 10,000 коку | Старший сын предыдущего                                                                                 |
| 3                                | Хори Наоцунэ (1701-1731) (яп. 堀直恒) | 1720-1730      | Тотоми-но-ками (遠江守)  | Пятый нижний (従五位下) | 10,000 коку | Четвертый сын Хори Наосады                                                                              |
| 4                                | Хори Наохиса (1720-1748) (яп. 堀直旧) | 1730-1748      | Идзумо-но-ками (出雲守)  | Пятый нижний (従五位下) | 10,000 коку | Старший сын Хори Наонаки                                                                                |
| 5                                | Хори Наоёси (1730-1751) (яп. 堀直喜)  | 1748-1751      | Хида-но-ками (飛騨守)    | Пятый нижний (従五位下) | 10,000 коку | Старший сын Хори Наоцунэ                                                                                |
| 6                                | Хори Наоаки (1728-1768) (яп. 堀直著)  | 1751-1768      | Дайдзэн-но-сукэ (大膳亮) | Пятый нижний (従五位下) | 10,000 коку | Третий сын Хори Наохидэ (1700—1767), 5-го даймё Судзака-хана (1719—1735)                                |
| 7                                | Хори Наонобу (1762-1781) (яп. 堀直宣) | 1768-1781      | Бидзэн-но-ками (備前守)  | Пятый нижний (従五位下) | 10,000 коку | Старший сын предыдущего                                                                                 |
| 8                                | Хори Асатомо (1764-1816) (яп. 堀著朝) | 1781-1792      | Сикибу-но-сё (式部少輔)  | Пятый нижний (従五位下) | 10,000 коку | Младший брат предыдущего                                                                                |
| 9                                | Хори Наонори (1766-1808) (яп. 堀直起) | 1792-1807      | Оми-но-ками (近江守)     | Пятый нижний (従五位下) | 10,000 коку | Сын Мацудайры Норисукэ (1715—1769), 1-го даймё Нисио-хана (1764—1769)                                   |
| 10                               | Хори Наохару (1781-1812) (яп. 堀直温) | 1808-1812      | Тикуго-но-ками (筑後守)  | Пятый нижний (従五位下) | 10,000 коку | Четвертый сын Икэды Харумасы (1750—1819), даймё Окаяма-хана (1764—1794)                                 |
| 11                               | Хори Наотика (1798-1830) (яп. 堀直哉) | 1812-1830      | Оми-но-ками (近江守)     | Пятый нижний (従五位下) | 10,000 коку | Сын Мидзуно Тадааки (1771—1814), даймё Карацу-хана (1805—1812)                                          |
| 12                               | Хори Наотоси (1820-1863) (яп. 堀之敏) | 1830-1862      | Идзумо-но-ками (出雲守)  | Пятый нижний (従五位下) | 10,000 коку | Старший сын предыдущего                                                                                 |
| 13                               | Хори Юкиёси (1847-1882) (яп. 堀之美)  | 1863-1871      | Укё-но-сукэ (右京亮)     | Пятый нижний (従五位下) | 10,000 коку | Второй сын предыдущего                                                                                  |